# Scuola di artiglieria dell'Esercito Italiano
La Scuola di artiglieria dell'Esercito Italiano  era un ente specializzato nella formazione del personale da impiegare nell'Arma di artiglieria ed aveva sede a Bracciano (Rm).

## Storia
Affonda le proprie radici nella "Scuola centrale di tiro di artiglieria" nata a Nettuno il 1º luglio 1888.
Il 9 agosto 1910, diede origine a due distinte scuole: la "Scuola centrale di artiglieria da campagna", che rimase a Nettuno, e la "Scuola di artiglieria da fortezza", che venne acquartierata a Bracciano, sul sedime del preesistente poligono di tiro. Nel 1920 i due istituti vennero accorpati nella "Scuola centrale di artiglieria"  presso Bracciano per essere nuovamente sdoppiata riattivando la sede di Nettuno nel 1927, poi tornata definitivamente a Bracciano nel 1945 con il nome di "Reggimento di addestramento di artiglieria", mutato ancora l'anno seguente in "Scuola di artiglieria".
Dal 1948 iniziò con la 1ª batteria allievi ufficiali di complemento la formazione dei quadri e nel 1951 vide la nascita del reparto Aviazione leggera dell'Esercito trasferito poi a Viterbo come Aviazione dell'Esercito.
Il 12 novembre 1999 con la soppressione del 1º Gruppo, la scuola assunse l'ordinamento su un gruppo addestrativo ed un gruppo di supporto.
Soppresso dal 1º ottobre 2010, andò a costituire assieme al soppresso Comando brigata artiglieria di Portogruaro (VE) il nuovo Comando artiglieria, dapprima inserito nel Comando dei supporti delle forze operative terrestri, e dal 1º gennaio 2013 alle dirette dipendenze del Comando delle forze operative terrestri.
Il Comando artiglieria custodisce la bandiera di guerra dell'Arma di artiglieria, decorata di una croce di cavaliere dell'Ordine militare d'Italia, tre medaglie d'oro, una d'argento e una di bronzo al valor militare, custodita in precedenza dalla scuola.
La festa del Comando cade, come per tutte le unità dell'Arma, il 15 giugno, anniversario della battaglia del Solstizio (1918).
Il generale comandante della Scuola assumeva l'incarico di vice ispettore dell'Arma di artiglieria, ora ricoperto dal comandante del Comando artiglieria.

## Ruolo
La Scuola di artiglieria aveva la funzione di garantire l'aggiornamento e lo sviluppo delle capacità tecnico-operative dell'artiglieria terrestre attraverso molteplici attività come l'addestramento, la formazione, la specializzazione e la qualificazione degli ufficiali, sottufficiali e dei volontari di truppa assegnati all'Arma.
I corsi di qualificazione e aggiornamento avevano durate variabili tra i 3 e i 15 giorni rivolti agli ufficiali, sottufficiali e graduati di truppa che andavano a ricoprire incarichi di comando (come il comando di un gruppo, una batteria o una sezione) o operativi presso le unità di artiglieria.